# كارا توماس
كارا توماس (بالإنجليزية: Kara Thomas)‏ (21 مارس 1990)؛ كاتِبة، كاتبة سيناريو، كاتبة للأطفال وروائية أمريكية.

## روابط خارجية
- كارا توماس على موقع IMDb (الإنجليزية)